# لمور بامبوی کوچک غربی
 لمور بامبوی کوچک غربی (نام علمی: Hapalemur occidentalis) نام یک گونه از تیره لموریان است.